# Nabój 9 × 18 mm Makarowa
9 × 18 mm Makarowa (indeks GRAU 57-N181) – standardowa amunicja pistoletowa państw Układu Warszawskiego.
Nabój został skonstruowany pod koniec lat czterdziestych XX wieku w ZSRR przez Borysa Siemina. Został wprowadzony do uzbrojenia w roku 1951 wraz z pistoletem Makarowa (PM), od którego wzięła się następnie jego potoczna nazwa (mimo że Nikołaj Makarow nie miał związku z jego powstaniem). Pod względem konstrukcyjnym jest on wzorowany na przedwojennym czechosłowackim naboju Strakonice vz. 24 i eksperymentalnym niemieckim 9 mm Ultra. Stanowił nabój silniejszy od naboju 9 × 17 mm Browninga, a słabszy od 9 × 19 mm Parabellum, przez co, przy zadowalającej mocy, nie wymagał ryglowania zamka, jak nabój Parabellum. W 1953 roku wprowadzono nabój z pociskiem ze rdzeniem stalowym (indeks GRAU 57-N181S). Nabój nie rozpowszechnił się poza państwami Układu Warszawskiego i po jego rozpadzie kolejne państwa rezygnowały z jego używania jako podstawowej amunicji pistoletowej (nawet w Rosji przyjęto do uzbrojenia skonstruowany przez Jarygina pistolet PJa kalibru 9 × 19 mm Parabellum). Natomiast coraz większą popularnością ten nabój cieszy się na rynku cywilnym (zwłaszcza w USA), ponieważ jest to obecnie nabój pistoletowy o jednej z największych wartości początkowej energii kinetycznej pocisku E0 możliwy do zastosowania w pistolecie z zamkiem swobodnym. Rzeczywisty kaliber tego naboju to 9,25 mm, dlatego w niektórych krajach (np. NRD) był klasyfikowany jako 9,2 × 18 mm. 
Nabój ten prawdopodobnie zainspirował konstruktorów RFN do wprowadzenia w latach 70. XX wieku naboju 9 × 18 mm Police, który jednak nie odniósł sukcesu rynkowego.